# Роммерсхайм
Роммерсхайм (нем. Rommersheim) — община в Германии, в земле Рейнланд-Пфальц. 
Входит в состав района Айфель-Битбург-Прюм. Подчиняется управлению Прюм.  Население составляет 666 человек (на 31 декабря 2010 года). Занимает площадь 16,97 км².